# Stepan Rudanskyj

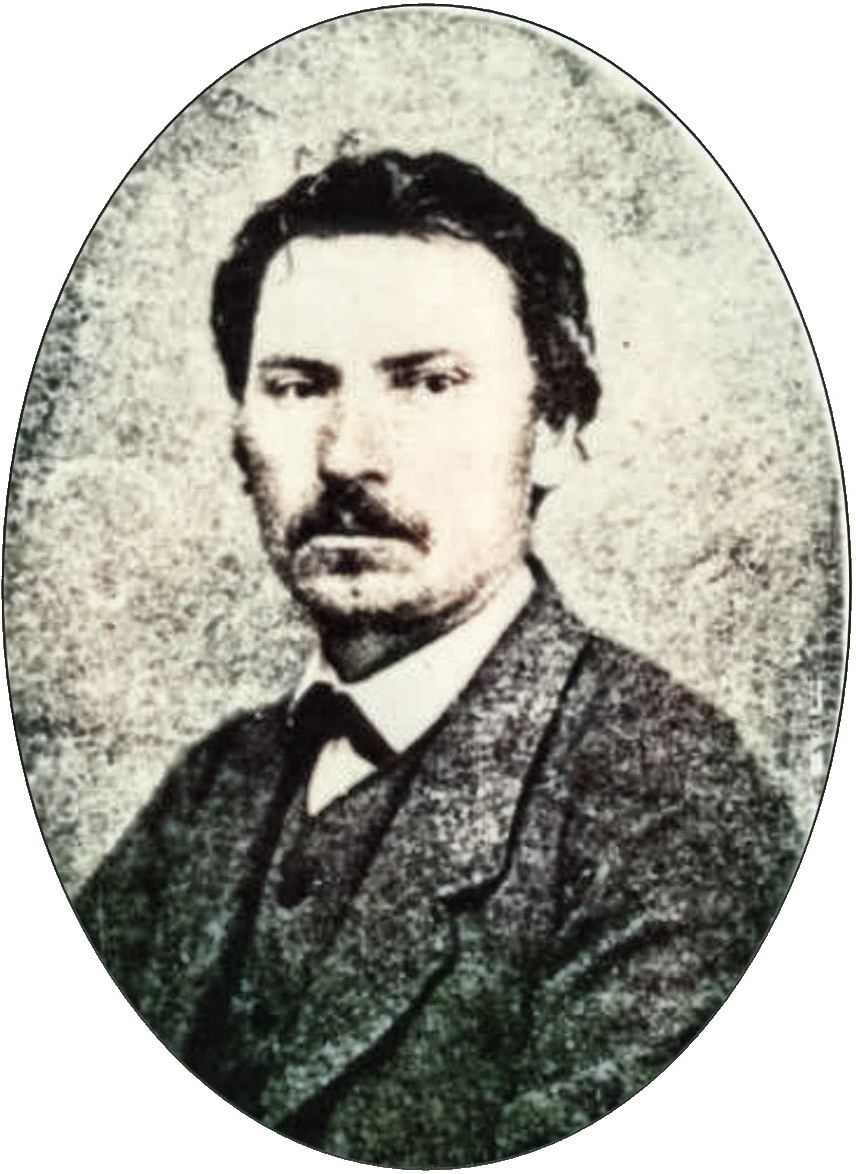
Stepan Rudanskyj

Stepan Wasiljewytsch Rudanskyj (ukrainisch Степан Васильович Руданський; russisch Степан Васильевич Руданский; * 25. Dezember 1833jul. / 6. Januar 1834greg. in Chomutynzi, Ujesd Winnyzja, Gouvernement Podolien, Russisches Kaiserreich (heute Rajon Kalyniwka, Oblast Winnyzja, Ukraine); † 21. Apriljul. / 3. Mai 1873greg. in Jalta, Krim, Russisches Kaiserreich, heute Ukraine) war ein ukrainischer Dichter, Übersetzer und Arzt.

## Biographie
Stepan Rudanskyj wurde in Chomutynzi als Sohn eines Pfarrers geboren. Von 1841 bis 1849 besuchte er eine religiöse Schule in Scharhorod. In den Jahren 1849 bis 1855 setzte er das Studium am Priesterseminar in Kamjanez-Podilskyj fort. Während des Studiums am Priesterseminar begann der Konflikt mit seinem Vater. 1855 kam Rudanskyj nach Sankt Petersburg. Dort bewarb er sich gegen den Willen seines Vaters an der medizinisch-chirurgischen Akademie. Damals war diese Akademie ein Zentrum der modernen Wissenschaft und Kultur. Hier arbeitete Sergei Botkin, Iwan Setschenow und andere junge innovative Wissenschaftler. Stepan Rudanskyi studierte von 1855 bis 1861 an der medizinisch-chirurgischen Akademie.
In Sankt Petersburg hatte sich Rudanskyj mit einem Kreis aus ukrainischen Schriftstellern verbunden. Er schrieb selbst und übersetzte aus dem Russischen und anderen Sprachen Balladen, lyrische Gedichte und poetische Geschichten. Während des Studiums in Sankt Petersburg ließ er seine Werke drucken.
Rudanskyj litt an Tuberkulose und konnte wegen der Krankheit nicht in den nördlichen Regionen Russlands arbeiten. Am 1. August 1861 wurde er von der Medizinischen Abteilung des Ministeriums für Innere Angelegenheiten zum Stadtarzt von Jalta ernannt. Dieser Posten beinhaltete nicht nur die Aufgaben des Stadtarztes, sondern auch die des Hafenarztes, des Krankenhausleiters und des Arztes im Schloss Woronzow. Im Sommer 1872 brach auf der Krim eine Choleraepidemie aus. Während Rudanskyj versuchte, die Quellen der Infektion auszurotten, steckte er sich selbst mit der Cholera an. Die allgemeine Schwächung des Körpers führte zur Verschärfung seines Tuberkuloseleidens. Am 21. April (nach dem Julianischen Kalender; 3. Mai nach dem Gregorianischen Kalender) 1873 starb Stepan Rudanskyi. Er wurde auf dem Friedhof von Massandra in Jalta begraben.

## Schaffen
Stepan Rudanskyj schrieb romantische Balladen („Räuber“, „Vampir“ usw.) und lyrische Gedichte. Er verurteilte die Leibeigenschaft („Über der Wiege“ „Lass mich nicht allein“) und schrieb über die Geschichte des ukrainischen Volks („Oleg der Weise“, „Masepa“, „Iwan Skoropadskyj“, „Der Apostel“ usw.)
Sein literarischen Schaffen ist in drei Manuskriptbänden überliefert: „Humoresken von Kosak Winok Rudanskyj. Das erste Buch, 1851–1857“ besteht aus den Lieder und Balladen, „Humoresken von Kosak Winok Rudanskyj. Das zweite Buch, 1857–1859“ enthält 235 Gedichte und Humoresken, „Humoresken von Kosak Winok Rudanskyj. Das dritte Buch, 1859–1860“ umfasst Lieder, Sprichwörter, Legenden und Balladen.
Rudanskyj schrieb auch lyrische Gedichte („Schwarze Farbe“, „Oh, warum fliegst du nicht“), einige sind autobiographisch („Der Student“, 1858).
Rudanskyj übersetzte die „Ilias“ von Homer, die „Aeneis“ von Vergil, das „Igorlied“, „Der Dämon“ von Michail Lermontow und andere Werke ins Ukrainische.
Nur einige seiner Werke wurden zu seinen Lebzeiten gedruckt, so in den Zeitschriften „Osnowa“, „Russkij mir“ und „Prawda Lwiw“. Fast alle Gedichte blieben ungedruckt. Die meisten Arbeiten wurden erst am Ende des 19. Jahrhunderts veröffentlicht.

## Ehrungen
- Im Jahr 1967 wurde in Chomutynzi das Stepan Rudanskyj Museum eröffnet. Das Museum befindet sich auf dem Gelände des Elternhauses des Dichters. Das Museum besteht aus zwei kleinen Räumen und dokumentiert das Leben und Schaffen von Rudanskyj. Im Museum gibt es Ausstellungen, thematische Lehrveranstaltungen und Lesungen.
- In der Heimat des Dichters werden traditionell seit 1981 am Geburtstag des Dichters die Stepan Rudanskyj-Festtage gefeiert, ein Festival für Humor und Satire.

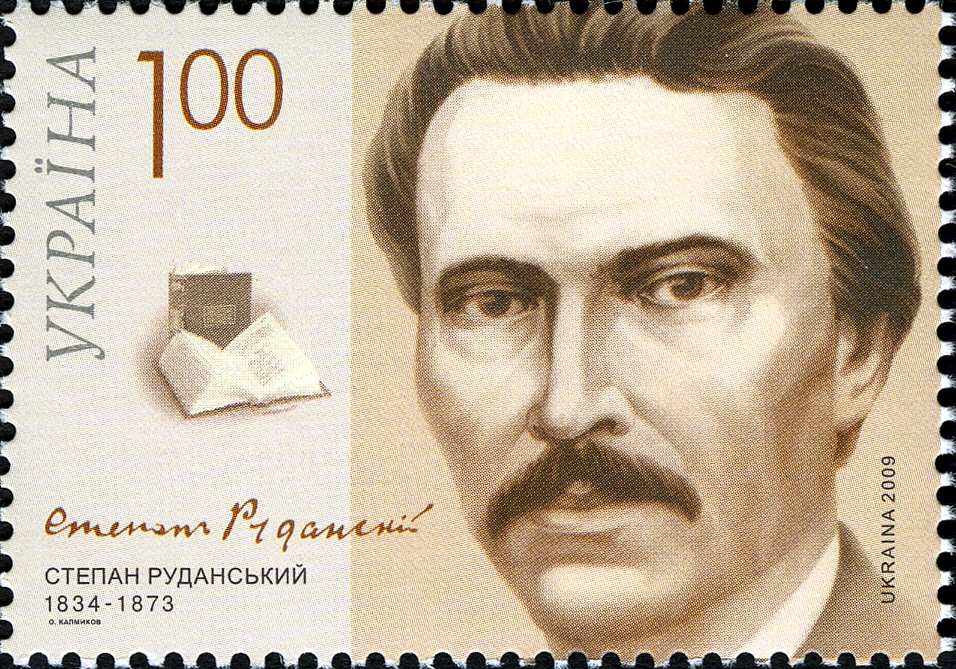
Ukrainische Briefmarke von 2009

- In Jalta existiert die Stepan Rudanskyj Schule № 15.mit einem Rudanskyj-Museumszimmer.
- 2009 gab die Ukraine eine Briefmarke mit dem Porträt von Stepan Rudanskjy heraus.